# Niky
Carmen Penati, nota con lo pseudonimo Niky (Vimercate, 18 novembre 1946), è una cantante italiana.

## Biografia
Inizia ad esibirsi verso la metà degli anni '60 in varie manifestazioni a carattere regionale; nel 1966 partecipa al Festival di Ancona, e viene notata da Marino Marini, che le propone un contratto con la sua etichetta, la Tiffany, facendola debuttare l'anno successivo con Tu dici ciao; con questo brano Niky partecipa al Festivalbar 1967, e nello stesso anno rappresenta (con Iva Zanicchi) l'Italia al Festival di Barcellona.
Sempre nel 1967 partecipa al film Non mi dire mai goodbye, realizzato dal regista Gianfranco Baldanello, con Tony Renis.
L'anno successivo partecipa a molte puntate di Settevoci, il programma musicale della domenica condotto da Pippo Baudo, mettendosi in evidenza, oltre che per le doti di cantante, anche per le minigonne cortissime che sfoggia nel corso delle varie puntate.
A Un disco per l'estate 1968 partecipa con Suonavan le chitarre, canzone che presenta anche, nello stesso anno, alla Mostra Internazionale di Musica Leggera di Venezia e che rimane la sua canzone più nota.
Ritorna a Un disco per l'estate l'anno successivo con Poi si vedrà, brano con cui partecipa anche al Festivalbar 1969.
Con Ma come fai partecipa a Canzonissima nel 1970, gareggiando contro Iva Zanicchi e Caterina Caselli e venendo eliminata già alla prima puntata, anche per la cattiva idea di concludere l'esibizione in ginocchio.
Nel 1970 va in tour accompagnata da un complesso (che è il gruppo di Marino Marini) nel quale debutta come chitarrista Eugenio Finardi.
Niky continua ad incidere per un altro paio d'anni, con minor successo, partecipando comunque come ospite ad alcuni programmi musicali ed incidendo un album per il mercato giapponese, fino a ritirarsi dall'attività nel 1975.

## Discografia

### Singoli
- 1967: Tu dici ciao/Il tipo che volevo (Tiffany, TIF 516)
- 1967: Le ali di cera/C'era un amor (Tiffany, TIF 529)
- 1968: Suonavan le chitarre/Kiss me goodbye (Tiffany, TIF 542)
- 1969: Poi si vedrà.../Se passi di sera (Tiffany, TIF 555)
- 1969: Con il vento del nord/Non farlo più (Tiffany, TIF 556)
- 1970: Ma come fai/Vestiti di pioggia (Tiffany, TIF 558)
- 1971: Se non è l'amore/Ti amo mi ami (Tiffany, TIF 560)
- 1972: La mia solitudine/Stasera è festa (Tiffany, TIF 562)

### Album pubblicati fuori dall'Italia
- 1972: La sirena d'Italia (Seven Seas, SR 822; pubblicato in Giappone; tracce: Amore, amore mio, Poi si vedrà, La mia solitudine, Se passi di sera, Il postino suonerà, Ma come fai (italian version), Ma come fai (japanese version), Stasera è festa, A.B.C., Vestiti la pioggia, Se non è l'amore, Kiss me goodbye)

### Singoli pubblicati fuori dall'Italia
- 1972: Amore, amore mio/Poi si vedrà (Seven Seas, HIT 2094; pubblicato in Giappone)